# Shadow Warriors II: The Dark Sword of Chaos
Shadow Warriors II: The Dark Sword of Chaos è un picchiaduro a scorrimento del 1990, prodotto e distribuito dalla Tecmo. In Giappone è stato pubblicato con il titolo Ninja Ryūkenden II: Ankoku no jashinken (忍者龍剣伝 II 暗黒の邪神剣?), mentre in Nord America come Ninja Gaiden II: The Dark Sword of Chaos.